# MTN Bénin
MTN Bénin anciennement BéninCell puis Areeba, est la filiale béninoise de télécommunications de la Multinationale sud-africaine MTN.

## Histoire
En 1999, MTN Bénin, alors connu sous le nom de Bénincell, au départ est appelé Areeba jusqu'en 2005 pour une nouvelle sous le nom de BéninCell .

### 25 ans d'existence au Bénin
En 2024, MTN Bénin fête ses 25 ans  annonce quelques chiffres . En effet, mtn bénin compte en 2024 8 millions d'abonnés et a investi plus de 185 milliards de FCFA au cours des cinq dernières années pour un taux de couverture réseau de 97% de la population. Cependant, bien que la couverture semble presque totale, les abonnés se plaignent souvent de la qualité du réseau, ce qui montre qu'il reste des améliorations à faire. MTN a également payé 515 milliards de FCFA en impôts et a créé plus de 350 000 emplois directs et indirects, ce qui renforce son impact positif sur l'économie locale .